# Gounda-Zwergmaus
Die Gounda-Zwergmaus (Mus goundae) ist ein seltenes Nagetier in der Gattung der Mäuse. Innerhalb der Untergattung Nannomys wird eine nahe Verwandtschaft zur Thomas-Zwergmaus (Mus sorella) vermutet. Dies sollte jedoch bestätigt werden.

## Merkmale
Größenangaben sind nur von zwei Exemplaren vorhanden. Diese waren ohne Schwanz 60 und 62 mm lang, die Schwanzlänge war 31 und 37 mm und die Hinterfüße waren 12 sowie 14 mm lang. Gewichtsangaben fehlen und die Länge der Ohren betrug etwa 13 mm. Das ockerfarbene Fell der Oberseite wird zu den Seiten hin rötlich-orange. Die Grenze zur weißen Unterseite ist deutlich. Typisch sind große schwärzliche Ohren und ein heller Fleck hinter jedem Ohr. Von den 8 paarig angeordneten Zitzen liegen 4 vor der Bauchmitte und 4 im Leistenbereich. Bei der Oubangui-Zwergmaus (Mus oubanguii) sind das Fell oberseits rötlicher und die weißen Flecken am Ohr größer. Die Peters-Zwergmaus (Mus setulosus) hat dunkelbraunes Fell und keinen Ohrenfleck. Dieser fehlt auch der Temminck-Zwergmaus (Mus musculoides), die goldbraun ist.

## Verbreitung und Lebensweise
Die Gounda-Zwergmaus ist ein endemisches Tier der Zentralafrikanischen Republik und nur vom Fluss Gounda bekannt. Sie lebt in Savannen in der nähe von tropischen Regenwäldern. Andere Angaben zum Verhalten liegen nicht vor.

## Gefährdung
Sollte sich die Maus mehr in Wäldern aufhalten, so verringern sich diese durch Rodungen. Die Populationsgröße ist unbekannt. Deshalb wird die Art von der IUCN mit unzureichende Datenlage (data deficient) gelistet.